# Bayard-sur-Marne
Bayard-sur-Marne település Franciaországban, Haute-Marne megyében. Lakosainak száma 1269 fő (2022. január 1.). Bayard-sur-Marne Chevillon, Eurville-Bienville, Fontaines-sur-Marne, Narcy, Rachecourt-sur-Marne és Troisfontaines-la-Ville községekkel határos.

## Népesség
A település népességének változása:
| Lakosok száma | 1393 | 1359 | 1368 | 1322 | 1310 | 1298 | 1286 | 1277 | 1269 |
|               | 2013 | 2015 | 2016 | 2017 | 2018 | 2019 | 2020 | 2021 | 2022 |